# Louis Hammerich (birkedommer)
 Der er flere personer med dette navn, se Louis Hammerich.
Louis Hammerich (16. maj 1830 i Kiel – 4. april 1916 i Aarhus) var en dansk birkedommer, far til Louis Hammerich.

## Karriere og krigsdeltagelse i Slesvig
Han var søn af borgmester Emil Hammerich. Han blev student 1847 i Kiel og studerede jura ved universitetet i Kiel, da krigen brød ud i 1848. Som 17-årig tog han til København, hvor han den 4. april indskrev sig ved 5. Linjeinfanteribataljon som frivillig. Han gennemgik grund- og befalingsmandsuddannelse og udnævntes 24. maj 1848, stadig blot 17 år gammel, til sekondløjtnant. Dernæst deltog han som officer i krigen fra 1849 til 1850 ved slaget ved Fredericia og ved Isted, hvor han blev såret. Han blev 19. august 1849 oprykket på ældste sekondløjtnants gage, fik 21. februar 1850 premierløjtnants karakter, 22. august samme år virkelig premierløjtnant i linjen, og 6. oktober samme år Ridder af Dannebrog. 18. september 1851 blev han sat à la suite.

## Karriere i kongeriget
Hammerich blev slesvigsk cand.jur. 1853, konstitueret herredsfoged i Frøs og
Kalvslund Herreder, samme år borgmester, politimester og byfoged i Egernførde samme år og afskediget fra Hæren. Han blev kancelliråd og herredsfoged i Bøking Herred 1856 og politimester og rådmand i Flensborg 1859, hvorfra han blev afskediget af preusserne 1864. Dernæst blev han dansk cand.jur. 1865, var byfoged i Aarhus 1867-77 og birkedommer i Kronborg vestre Birk 1877-1906. Ved sin afsked blev han udnævnt til konferensråd.
Han var 16. juli 1860 blevet Dannebrogsmand og 6. september 1900 Kommandør af 2. grad af Dannebrog. Han bar Sankt Stanislaus' Orden. Han var formand for bestyrelsen for Kagerup-Helsinge Jernbane og for Frederiksborg Amts Plantningsselskab indtil 1906.
Hammerich blev gift 5. maj 1854 i Ørsted Kirke, Båg Herred, med Ida Christiane Worsaae (3. juni 1833 i Vejle - 21. juli 1902 i Helsinge), datter af Jens Worsaae. 